# Aldisa zetlandica
Aldisa zetlandica är en snäckart som först beskrevs av Joshua Alder och Hancock 1854.  Aldisa zetlandica ingår i släktet Aldisa och familjen Aldisidae. Arten är reproducerande i Sverige. Inga underarter finns listade i Catalogue of Life.